# Seleção Chinesa de Ginástica Artística Feminina
A seleção chinesa de ginástica artística feminina é o grupo composto pelas seis atletas principais mais a primeira ginasta suplente. São elas as representantes da nação durante os eventos internacionais.
Com a seleção feminina, em 2006, as chinesas obtiveram, no Campeonato Mundial de Aarhus, a primeira colocação na disputa por equipes pela primeira vez em sua história. Dois anos mais tarde, nas Olimpíadas de Pequim, as atletas alçaram ao primeiro lugar do pódio coletivo também pela primeira vez. Outras medalhas ainda foram conquistadas nestes Jogos, como a de ouro da jovem Kexin He, nas barras assimétricas.
Entre as mulheres, Ma Yanhong, primeira vencedora e medalhista entre homens e mulheres em um Mundial e a primeira medalhista de ouro olímpica nacional, foi o nome de destaque. A primeira conquista chinesa nesse tipo de competição deu-se no ano de 1979, no Mundial de Fort Worth, após empatar com a alemã Maxi Gnauck. Ainda em Mundiais, Cheng Fei é a única tricampeã em um aparelho: no salto sobre a mesa, cujo tricampeonato fora consecutivo. Em Jogos Asiáticos, a nação é a maior medalhista coletiva do continente, com nove títulos em nove edições, bem como a maior vencedora do individual geral, também com nove vitórias em nove edições. Entre os aparelhos de melhor desempenho das chinesas estão a trave de equilíbrio e as paralelas assimétricas, únicos aparelhos pelos quais já foram campeãs olímpicas.
Apesar de bem sucedida, a seleção chinesa já recebeu críticas por seus métodos de treinamento, sua alta rotatividade de atletas e já foi punida por disputar campeonatos com ginastas abaixo do limite de idade estipulado pela Federação Internacional de Ginástica. Como exemplos desses episódios podem ser citados os casos da equipe chinesa de 2008, investigada devido a suspeita de três de suas seis ginastas estarem abaixo da idade permitida; e o caso de Dong Fangxiao, que perdeu suas conquistas de 1999 e 2000, mundiais e olímpicas, pela mesma razão da investigação sofrida pela equipe dos Jogos de Pequim.